# Me. I Am Mariah… The Elusive Chanteuse
Me. I Am Mariah… The Elusive Chanteuse (en idioma español: Yo. Soy Mariah...La Artista Elusiva)  es el decimocuarto álbum de estudio de la cantante de rhythm & blues estadounidense Mariah Carey, lanzado el 27 de mayo en Estados Unidos, siendo este el primer álbum explícito en toda la carrera de la cantante, por la compañía discográfica Def Jam Records, luego de que Carey fue trasladado de Island Records a dicha compañía a inicios de 2014. También sería su primer y único álbum de estudio lanzado por dicha compañía. Debutó en el no. 3 en el Billboard 200 vendiendo alrededor de 58.000 copias en la primera semana de su lanzamiento, cantidad que le permitió alcanzar la posición no.1 en la lista Billboard Top R&B/Hip-Hop Albums.  Me. I Am Mariah... The Elusive Chanteuse es el álbum de estudio número 14 de Mariah que llega al Top 10 en esta lista de forma consecutiva, desde su álbum debut en 1990.
En comparación a sus anteriores trabajos discográficos, las ventas de este álbum fueron bajas.  Consciente de las cifras alcanzadas, Mariah realizó la que sería su novena gira mundial titulada The Elusive Chanteuse Show la cual consideró 20 fechas en total comenzando el 4 de octubre de 2014 en la ciudad de Tokio, Japón para finalizar el 16 de noviembre de 2014 en Brisbane, Australia.
En su totalidad, se lanzaron cinco sencillos comerciales.  #Beautiful a dúo con Miguel, seguido de The Art of Letting Go (buzz single), You're Mine (Eternal), Thirsty (streaming single) y You Don't Know What To Do a dúo con el rapero Wale. Este ha sido el álbum con más años de producción de toda la carrera de Mariah Carey, tomando una dirección diferente en muchas ocasiones a lo largo de su producción desde finales de 2010, dejando por fuera del álbum el que sería su primer sencillo Triumphant (Get'Em). El nombre del álbum representa el segundo álbum homónimo de Carey, después de Mariah Carey, de 1990.

## Recepción Crítica
Si bien algunos medios catalogaron el álbum como uno de los mayores fracasos comerciales del 2014, la crítica especializada fue mucho menos pesimista y consideró el álbum como uno de los mejores lanzamientos artísticos del año.
El sitio web Metacritic.com calificó el álbum con una media de 67 puntos, lo que indicó una evaluación general favorable de acuerdo con 15 críticas, (7 positivas, 8 mixtas).  Now Magazine, New York Daily News (Jim Faber), Pitchfork, Billboard.com, Entertainment Weekly, All Music Guide y Los Angeles Time criticaron de manera positiva el álbum mientras que PopMatters, Rolling Stone, Boston Globe, Slant Magazine, The Guardian, musicOMH.com, Fact Magazine (UK) y Pretty Much Amazing lo hicieron de forma mixta.

## Recepción Comercial
Contrario a la buena acogida por parte de la crítica especializada, las ventas de Me. I Am Mariah... The Elusive Chanteuse no fueron las esperadas en comparación a sus anteriores trabajos de estudio.  Varias fueron las causales que contribuyeron con las bajas ventas del álbum, entre ellas la postergación reiterada de su lanzamiento que en un principio estaba pronta a ocurrir con la liberación del sencillo Triumphant (Get'em) en el año 2012, el cual al no tener el impacto esperado se excluyó de la lista de canciones que conformarían el CD al igual que el sencillo Almost Home.  El anuncio de fechas sin concretar un lanzamiento hicieron que el público perdiera poco a poco el interés en el nuevo material de Mariah.  No obstante, la principal causa de las bajas ventas del álbum (publicado finalmente en el 2014) fue la pobre promoción que la compañía discográfica realizó al ser este el último trabajo contractual que unía a Mariah con Universal Music Group.  Se estima que hasta septiembre de 2015 las ventas mundiales bordean las 350.000 unidades de las cuales 155.000 corresponden a las obtenidas en Estados Unidos.
Me. I Am Mariah… The Elusive Chanteuse es el álbum de estudio de Mariah que menos éxito ha conseguido en las listas de popularidad al no recibir certificación alguna que reconozca un mínimo de unidades vendidas.

## Sencillos
En comparación con las ventas del CD, los sencillos comerciales tuvieron una mejor acogida por parte del público general, especialmente #Beautiful y You're Mine (Eternal) (1.er y 3er sencillos respectivamente), cuyas promociones consideraron un video musical.  #Beautiful, a dúo con el cantante Miguel, fue el más exitoso siendo no.1 en la tienda iTunes de más de 40 países.  El tema alcanzó la posición no.15 en la lista Billboard Hot 100 y no.3 en la lista Billboard Hot R&B/Hip-Hop Songs, y recibió una certificación de Platino por ventas de más de 1.000.000 de unidades sólo en Estados Unidos. You’re Mine (Eternal) tuvo menos éxito que #Beautiful alcanzando la posición no.88 en la lista Billboard Hot 100.  No obstante, fue no.1 en la lista Billboard Dance Club Songs convirtiéndose en el sencillo no.17 de Mariah en alcanzar esta posición en esta lista.
The Art Of Letting Go, el segundo sencillo, tuvo una muy buena acogida por parte de la crítica especializada que comparó el control vocal de Mariah con su primer sencillo Vision Of Love.  The Art Of Letting Go no ingresó en la lista Billboard Hot 100 y con ello comenzaron las discrepancias entre los fanes de Mariah y Jermaine Dupri, representante de la cantante en ese entonces.  Jermaine tuvo la idea de lanzar el sencillo utilizando la plataforma de Facebook suponiendo que esta red social le daría una mayor y mejor difusión a la canción sin tener el efecto esperado.  Considerando que no hubo un video musical de apoyo y que la canción sería considerada un ″buzz single″, Mariah promocionó el tema en presentaciones realizadas en Nigeria, Angola y en el especial de televisión de la cadena NBC New Year's Eve with Carson Daly.
El cuarto sencillo Thirsty tuvo una muy buena aceptación por parte de los fanes pero nunca se hizo un lanzamiento oficial que permitiera la promoción del sencillo por lo que sólo se consideró como un ″streaming single″.  Thirsty fue incluida en la lista de canciones que interpretó Mariah en su The Elusive Chanteuse Show.  Antes de hacer de Thirsty un streaming single, la disquera (o quienes administraban la promoción del álbum) habían considerado la posibilidad de lanzar Meteorite en lugar de Thirsty debido a las muy buenas críticas que recibió el tema.
Meteorite es una canción ″disco″ con influencias ″dance″ y a consecuencia de la escena musical de aquel entonces, la administración pensó que podría tener una mejor recepción y aceptación que You're Mine (Eternal) y Thirsty.  Sin embargo, este último había llamado más la atención de los fanes que Meteorite por lo que finalmente se optó por la promoción en radios de Thirsty.  Aun así, fue lanzado como streaming single una versión remix de Meteorite titulada Meteorite Q-Tip Remix el 23 de mayo de 2014.  Teniendo en cuenta las muy buenas críticas de esta canción, Mariah la incluyó en el repertorio de su The Elusive Chanteuse Show habiéndola interpretado antes en la apertura de los World Music Awards 2014 en donde Mariah fue premiada en la categoría de Ícono Pop por lograr ventas de más de 200 millones de grabaciones.
Al igual que The Art Of Letting Go y Thirsty, You Don't Know What To Do no ingresó en la lista Billboard Hot 100 a pesar de la buena recepción del público general, especialmente el de Corea del Sur, país en donde las fuertes descargas digitales posicionaron a la canción en el 3er y 2.º lugar de las listas International Digital Singles Chart e International Download Singles Chart respectivamente.  Éste fue el último de los sencillos utilizados para promover el álbum con la intención de mejorar las ventas.  You Don't Know What To Do tampoco tuvo un video musical de apoyo a su difusión y a diferencia de Thirsty y Meteorite, el tema no fue incluido en The Elusive Chanteuse Show.  Mariah interpretó la canción junto al rapero Wale por primera y única vez en el Today Show del 16 de mayo de 2014 sin haber aún lanzado su tan esperado álbum.

## Promoción
Con el lanzamiento de Triumphant (Get'Em) en el año 2012, Mariah tuvo la intención de promocionar con una gira internacional el que sería su décimo cuarto álbum de estudio.  El tour recorrería principalmente países pertenecientes al continente asiático y que no fueron visitados por la cantante durante su anterior gira Angels Advocated Tour.  A consecuencia del poco éxito alcanzado por Triumphant (Get'Em) (lanzado en agosto del 2012) y un álbum de estudio sin aún en ese entonces haber finalizado, la gira fue pospuesta.  
Entre el 16 de enero al 16 de mayo de 2013, Mariah formó parte como jurado del programa de talentos American Idol.  En aquel tiempo, la cantante lanzó el sencillo #Beautiful a dúo con el cantante Miguel (7 de mayo de 2013).  La canción fue promocionada en distintos medios y programas de televisión tales como American Idol, Good Morning America, Hot 97's Summer Jam XX festival, BET Awards, Macy's Fourth of July Spectacular y Major League Baseball All-Star Charity.  Todas ellas realizadas durante el 2013.  Sin un nombre y sin una fecha oficial de lanzamiento, la publicación del álbum y la gira no tuvieron lugar en ese año.
El 11 de noviembre de 2013, Mariah lanzó el sencillo The Art Of Letting Go.  El tema tuvo sólo una presentación televisada y fue en el programa de la NBC New Year's Eve with Carson Daly el 31 de diciembre de 2013.  Durante su actuación, Mariah confirmó el lanzamiento del sencillo You're Mine (Eternal) para el 12 de febrero de 2014.  Al igual que The Art Of Letting Go, You're Mine Eternal tuvo una sola presentación en televisión realizada el 8 de febrero de 2014 en los BET Honors.  Debido a problemas en la transmisión del programa, la interpretación del tema pudo ser vista recién el 20 de febrero.

## Lista de canciones
1. "Cry." - 4:49
2. "Faded" - 3:39
3. "Dedicated" (con Nas) - 4:13
4. "#Beautiful" (con Miguel) - 3:20
5. "Thirsty" - 3:26
6. "Make It Look Good" - 3:23
7. "You're Mine (Eternal)" - 3:44
8. "You Don't Know What to Do" (con Wale)
9. "Supernatural" (con "Dembabies" a.k.a. Ms. Monroe & Mr. Moroccan Scott Cannon a.k.a. Roc 'N Roe) - 4:38
10. "Meteorite" - 3:51
11. "Camouflage" - 4:49
12. "Money" (con Fabolous) - 4:55
13. "One More Try" - 6:17
14. "Heavenly (No Ways Tired / Can't Give Up Now)" - 5:39
15. "Me. I Am Mariah... The Elusive Chanteuse" - 1:12
16. "It's a Wrap" (con Mary J. Blige) - 4:04
17. "Betcha Gon' Know" (con R. Kelly) - 3:54
18. "The Art of Letting Go" - 3:44

## Posicionamiento en listas

### Semanales
| País                                    | Lista |
| --------------------------------------- | ----- |
| Australia (ARIA)                        | 5     |
| Austria (Ö3 Austria)                    | 38    |
| Bélgica (Ultratop flamenca)             | 41    |
| Bélgica (Ultratop valona)               | 23    |
| Canadá (Billboard Canadian Albums)      | 8     |
| Países Bajos (Album Top 100)            | 14    |
| Francia (SNEP)                          | 26    |
| Alemania (Offizielle Top 100)           | 27    |
| Irlanda (IRMA)                          | 19    |
| Italia (FIMI)                           | 15    |
| Japón (Oricon)                          | 25    |
| Corea del Sur (Circle)                  | 12    |
| Nueva Zelanda (Recorded Music NZ)       | 11    |
| España (PROMUSICAE)                     | 10    |
| Suiza (Schweizer Hitparade)             | 16    |
| Reino Unido (UK Albums Chart)           | 14    |
| Reino Unido (UK R&B Albums)             | 2     |
| Estados Unidos (Billboard 200)          | 3     |
| Estados Unidos (Top R&B/Hip-Hop Albums) | 1     |
| Estados Unidos (Top Tastemaker Albums)  | 9     |

### Year-end charts
| Chart (2014)                          | Posición |
| ------------------------------------- | -------- |
| US Top R&B/Hip-Hop Albums (Billboard) | 39       |

## Fechas de Lanzamiento
| País           | Fecha              | Edición             | Formato                                | Discografía           | Ref    |
| -------------- | ------------------ | ------------------- | -------------------------------------- | --------------------- | ------ |
| Australia      | 23 de mayo de 2014 | - Standard - Deluxe | - Compact Disc (CD) - Descarga Digital | Universal Music       | [ 36 ] |
| Alemania       | 23 de mayo de 2014 | - Standard - Deluxe | - Compact Disc (CD) - Descarga Digital | Universal Music       | [ 37 ] |
| Reino Unido    | 26 de mayo de 2014 | - Standard - Deluxe | - Compact Disc (CD) - Descarga Digital | Virgin EMI            | [ 38 ] |
| Canadá         | 27 de mayo de 2014 | - Standard - Deluxe | - Compact Disc (CD) - Descarga Digital | Universal Music       | [ 39 ] |
| Estados Unidos | 27 de mayo de 2014 | - Standard - Deluxe | - Compact Disc (CD) - Descarga Digital | Def Jam               | [ 40 ] |
| Japón          | 28 de mayo de 2014 | - Standard - Deluxe | Descarga Digital                       | Universal Music Japan |        |
| Japón          | 4 de junio de 2014 | Japan CD edición    | Compact Disc (CD)                      | Universal Music Japan |        |